# Okręg wyborczy Woolwich West
Okręg wyborczy Woolwich West powstał w 1918 r. i wysyłał do brytyjskiej Izby Gmin jednego deputowanego. Okręg położony był w południowo-wschodnim Londynie. Został zlikwidowany w 1983 r.

## Deputowani do brytyjskiej Izby Gmin z okręgu Woolwich West
- 1918–1943: Kingsley Wood, Partia Konserwatywna
- 1943–1945: Francis Beech, Partia Konserwatywna
- 1945–1950: Henry Berry, Partia Pracy
- 1950–1959: William Steward, Partia Konserwatywna
- 1959–1964: Colin Turner, Partia Konserwatywna
- 1964–1975: William Hamling, Partia Pracy
- 1975–1983: Peter Bottomley, Partia Konserwatywna